# Ryō Maeda
Ryō Maeda (jap. 前田 亮, Maeda Ryō; * 15. März 1992) ist ein japanischer Biathlet.
Ryō Maeda gab sein internationales Debüt bei den Biathlon-Juniorenweltmeisterschaften 2012 in Kontiolahti, wo er 64. des Einzels und 65. des Sprints wurde. 2013 bestritt er sein erstes Rennen im IBU-Cup und wurde 64. eines Sprints in Martell. Erster Karrierehöhepunkt wurden die Biathlon-Weltmeisterschaften 2013 in Nové Město na Moravě, wo er 126. des Einzels und 100. des Sprints wurde. Mit Junji Nagai, Hidenori Isa und Sho Wakamatsu wurde er als Schlussläufer der überrundeten japanischen Staffel zudem 26.

## Biathlon-Weltcup-Platzierungen
Die Tabelle zeigt alle Platzierungen (je nach Austragungsjahr einschließlich Olympische Spiele und Weltmeisterschaften).
- 1.–3. Platz: Anzahl der Podiumsplatzierungen
- Top 10: Anzahl der Platzierungen unter den ersten zehn (einschließlich Podium)
- Punkteränge: Anzahl der Platzierungen innerhalb der Punkteränge (einschließlich Podium und Top 10)
- Starts: Anzahl gelaufener Rennen in der jeweiligen Disziplin
- Staffel: inklusive Mixed- und Single-Mixed-Staffeln

| Platzierung         | Einzel | Sprint | Verfolgung | Massenstart | Staffel | Gesamt |
| ------------------- | ------ | ------ | ---------- | ----------- | ------- | ------ |
| 1. Platz            |        |        |            |             |         |        |
| 2. Platz            |        |        |            |             |         |        |
| 3. Platz            |        |        |            |             |         |        |
| Top 10              |        |        |            |             |         |        |
| Punkteränge         |        |        |            |             | 7       | 7      |
| Starts              | 2      | 2      |            |             | 7       | 11     |
| Stand: Karriereende |        |        |            |             |         |        |